# Treehouse of Horror VIII
Treehouse of Horror VIII, llamado La casa-árbol del terror VIII en España y La casita del horror VIII en Hispanoamérica, es el cuarto episodio de la novena temporada de la serie animada Los Simpson. Se estrenó originalmente en la cadena Fox el 26 de octubre de 1997. En la octava emisión de un episodio especial de Halloween, Springfield es destruida por una bomba de neutrones y Homer pelea con unos mutantes, Bart y una mosca intercambian cabezas y en un segmento ambientado en 1649, se descubre que Marge es una bruja. Fue escrito por Mike Scully, David X. Cohen y Ned Goldreyer y dirigido por Mark Kirkland.

## Sinopsis

### Secuencia de apertura
Un censor de Fox, sentado en su escritorio leyendo los guiones de los programas, anuncia orgulloso que gracias a su edición del día el episodio de Los Simpson había sido calificado como TV-G y se ve un cartel mostrándolo; el censor dice: "Nuestro trabajo en Fox es protegerlo a usted de la verdad" y añade que el capítulo "no habrá sexo vulgar estilo NBC o violencia absurda estilo CBS'". Pero cuando está diciendo esto, una mano con una espada aparece en la pantalla y lo apuñala repetidas veces en la espalda; a cada puñalada, la calificación del episodio sube, leyéndose primero "TV-PG", después "TV-14", luego "TV-MA", más tarde "TV-21" y finalmente se lee "TV-666", como si se tratara de un mensaje satánico. Mientras el censor cae muerto, sobre el escritorio, la sangre se derrama hacia el frente del mismo para revelar el título: "The Simpsons Halloween Special VIII".

### The HΩmega Man (El Hombre Omega)
En un conflicto con el alcalde Quimby, que ha insultado a los franceses y se niega a disculparse, el gobierno de Francia amenaza con tomar represalias. Al enterarse de ello, Homer va a la tienda de antigüedades militares a comprar un refugio nuclear. Mientras tanto, una bomba de neutrones cae sobre Springfield, destruyéndola por completo, mientras Homer se encontraba en el interior del refugio. Al salir al exterior y ver la destrucción total, Homer considera que es el último ser vivo en el mundo, y a pesar de lamentarse por la pérdida de su familia, decide divertirse y hacer lo que le dé la gana. Mientras baila desnudo en la iglesia, es sorprendido por un grupo de residentes de la ciudad que se convirtieron en mutantes luego de la explosión de la bomba, quienes le anuncian su deseo de volver a formar una nueva sociedad en la que los errores del pasado sean eliminados para siempre, por lo que él debe morir. Para evitarlo, Homer se escapa hasta su casa en un coche fúnebre, y descubre con alegría que su familia sobrevivió al ataque nuclear (según Lisa, gracias a las capas de plomo de la pintura de la casa). Al ver a la familia reunida otra vez, los mutantes se conmueven y les proponen una convivencia armoniosa entre todos, a lo que Marge y sus hijos les responden disparándoles con escopetas y matándolos. Luego, Homer invita a la familia a robar un Ferrari.

### Fly vs. Fly (Mosca blanca contra Mosca negra (LAT) / Mosca contra mosca (ESP))
Durante una venta de garaje organizada por el profesor Frink, Homer compra un teletransportador y se niega a que Bart lo use para evitar problemas. Sin embargo, Bart se acerca al aparato una noche, y al ver entrar en él a sus mascotas y observar cómo se transforman en un ser mutante, decide combinarse con una mosca con la intención de convertirse en un superhéroe; sin embargo, el resultado es totalmente distinto, y de la combinación resultan dos organismos: la cabeza de Bart en el cuerpo de la mosca y la cabeza del insecto en el cuerpo de Bart. A la mañana siguiente, la familia descubre lo que ha pasado, y deciden adoptar al nuevo Bart como miembro de la familia, y al ver el trato que recibe, el verdadero Bart decide volver todo a su estado original, pero solo logra que la mosca lo persiga por la casa. Finalmente, Bart logra que Lisa lo ayude, pero la mosca comienza a perseguirla hasta la cocina. Cuando Bart se interpone para defender a su hermana, la mosca lo devora, y Lisa se venga del insecto golpeándolo con la puerta del microondas, lo que lo hace entrar en el teletransportador y volver a su estado original. Al ver a Bart salir del artefacto, Homer toma un hacha y comienza a perseguirlo por usar el teletransportador sin permiso.

### Easy-Bake Coven (Pacto Sustancioso (LAT) / Aquelarre precocinado (ESP))
En el año 1649, el pueblo de Sprynge Fielde vive dominado por una gran paranoia hacia las brujas, por lo que la más mínima sospecha de brujería es suficiente para condenar a la hoguera a toda mujer sospechosa. Durante una reunión celebrada para encontrar más casos de hechicería, Marge opina que la cacería de brujas se ha convertido en un circo, y todos los presentes la acusan de ser una bruja. Para despejar cualquier duda sobre el asunto, la obligan a arrojarse a un abismo con una escoba en la mano, alegando que si es bruja se salvará, y si no lo es, tendrá una muerte cristiana. A pesar de que Lisa interviene en favor de su madre, Marge es lanzada al abismo, y sorprende a todos saliendo de él volando sobre la escoba y revelando que, efectivamente, es una bruja, además de decirles que ella fue quien causó varios estragos en la población. Finalmente, se venga del jefe Wiggum convirtiéndolo en topo, de los oficiales de policía convirtiéndolos en hada y en muñeco de nieve, y del resto de la gente dejando escapar murciélagos de su cabello, tras lo cual se va a vivir a la cueva donde residen sus hermanas Patty y Selma, que también son brujas. Al enterarse de que los habitantes del pueblo creen que las brujas visitan las casas de la gente para robarse a sus hijos y comérselos, deciden visitar a los Flanders para robarse a sus niños. Para evitarlo, Maude les ofrece galletas caseras a las brujas, y como resultado todos los habitantes de la ciudad hacen lo mismo para resguardar a los niños de la comunidad, generando una tradición anual llamada Halloween. Esta parte finaliza con Homer tirándole huevos a la que Lisa dice que es su propia casa, lo que le convierte en un hazmerreír. Él, para desviar la humillación que se le estaba viniendo y en respuesta por ridiculizarlo, le dice a la población que Lisa es una bruja. Esto hace que huya aterrada y la persiga todo el poblado hasta que la imagen funde a negro rápidamente y empiezan los créditos.

## Producción

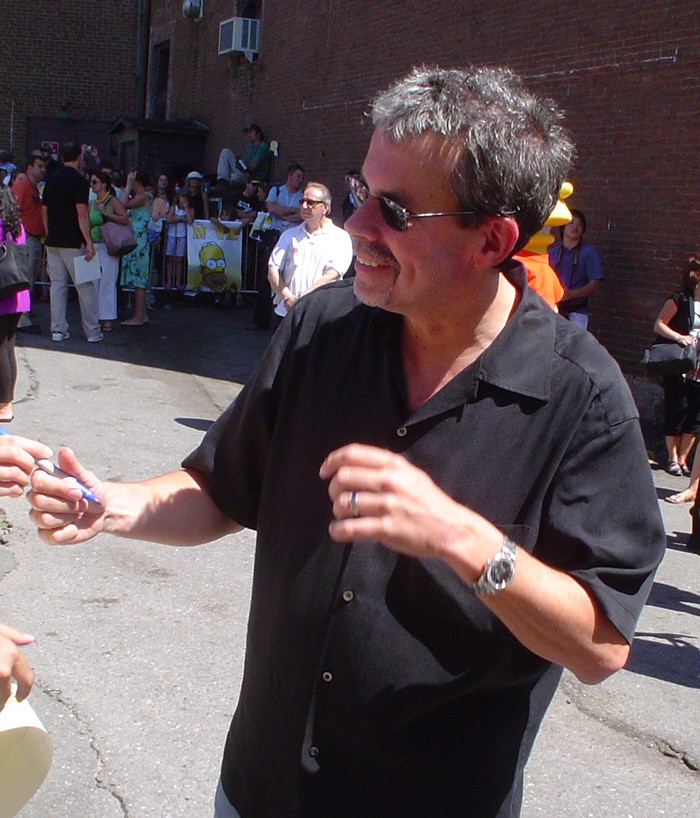
Mike Scully, escritor del segmento The HΩmega Man.

El capítulo "The HΩmega Man" fue escrito por Mike Scully, "Fly Vs. Fly", por David S. Cohen y "Easy-Bake Coven" fue escrito por Ned Goldreyer. Grandes secciones del segmento "Fly vs. Fly" fueron borradas, incluyendo el verdadero final, en donde la mosca también sale del teletransportador, pero es considerablemente más grande y la familia Simpson la lleva al correo.
Los productores tuvieron problemas con los censores en muchos segmentos de este episodio. El segmento que abre el capítulo, el cual muestra al censor de Fox siendo apuñalado hasta morir, fue creado por David Mirkin, quien tuvo muchos problemas entre los verdaderos censores, ya que éstos se quejaron del tamaño del cuchillo y de los sonidos utilizados. Originalmente, el censor era apuñalado con una daga, pero los censores lo encontraron demasiado agresivo. Por otra parte, la espada fue aceptada y utilizada. Los censores también pusieron objeciones al hecho de Homer bailando desnudo en el altar de la iglesia, por lo que fue cambiado y se lo mostró simplemente bailando en el suelo.
Este episodio es el único Especial de Halloween dirigido por Mark Kirkland. También fue el último episodio en el que trabajó Brad Bird, quien dejó el programa para dirigir The Iron Giant. "Easy-Bake Coven" fue reescrito por Kirkland y los fondos fueron diseñados por Lance Wilder. A pesar de que Kang y Kodos hacen apariciones breves en cada episodio de Noche de Brujas, su aparición en este estuvo a punto de ser editada. David X. Cohen se las apañó para persuadir a los productores de dejar la escena en el episodio.